# Chính phủ Tây Ban Nha
Chính phủ Tây Ban Nha (tiếng Tây Ban Nha: Gobierno de España) là cơ quan đứng đầu ngành hành pháp đất nước và chỉ đạo Trung ương. Chính phủ do Đại hội Đại biểu kiểm soát, thông qua sự trao quyền hoặc chỉ trích Thủ tướng, dưới hình thức Chính phủ nghị viện được công nhận theo Hiến pháp 1978 của Tây Ban Nha.
Điều 97 Hiến pháp Tây Ban Nha quy định:
"Chính phủ thực hiện chính sách đối nội và đối ngoại, quản lý dân sự và quân sự và bảo vệ Nhà nước. Chính phủ thực hiện quyền hành pháp và các quyền lực theo các quy định pháp luật phù hợp với Hiến pháp và các đạo luật."

## Nguyên tắc
Hoạt động của Chính phủ được tồn tại theo nguyên tắc sau:
- Nguyên tắc lãnh đạo Chủ tịch: Thủ tướng Chính phủ chỉ đạo các Bộ trưởng.
- Nguyên tắc trách nhiệm: Thủ tướng chịu trách nhiệm trước Đại hội Đại biểu về hoạt động của Chính phủ. Thủ tướng từ chức hoặc qua đời Chính phủ sẽ bị giải tán.
- Nguyên tắc đoàn thể: Chính phủ, được hiểu như Hội đồng Bộ trưởng, bao gồm đa số thành viên của Chính phủ.
- Nguyên tắc đoàn kết: Chính phủ trả lời các câu hỏi chung cho hành động của mỗi cá nhân là thành viên của Chính phủ.
- Nguyên tắc ban ngành: Các thành viên của Chính phủ, ngoài thành viên thuộc đoàn thể, thì đều là Bộ trưởng kiêm nhiệm hoặc có năng lực quản lý đồng nhất.

## Thành phần
Điều 98 Hiến pháp Tây Ban Nha quy định:
"Chính phủ bao gồm Thủ tướng, các Phó thủ tướng khi thích hợp, các Bộ trưởng và các thành viên khác theo quy định của luật."
- Thủ tướng: là người đứng đầu Chính phủ.
- Phó Thủ tướng: nếu có, chức vụ không bắt buộc. Quyền hạn và chức năng được Thủ tướng quyết định.
- Bộ trưởng: các Bộ trưởng được Quốc vương bổ nhiệm hoặc miễn nhiệm theo yêu cầu của Thủ tướng.
- Thành viên khác: Thành viên khác do Thủ tướng yêu cầu quyết định bổ sung và là thành viên của Chính phủ.

### Yêu cầu
Điều 11 Luật tổ chức Chính phủ quy định:
"Một thành viên Chính phủ bắt buộc phải là người Tây Ban Nha, có độ tuổi trưởng thành, đủ khả năng bầu cử và ứng cử."
Điều 98 khoản 3 Hiến pháp Tây Ban Nha quy định:
" Các thành viên của Chính phủ không được thực hiện chức năng đại diện nào khác ngoài những chức năng xuất phát từ vị trí là thành viên nghị viện của mình, cũng như không được thực hiện bất kỳ chức năng công cộng khác không xuất phát từ nhiệm vụ của họ, cũng như không được tham gia vào bất kỳ hoạt động nghề nghiệp hoặc thương mại nào khác."

### Quyền tài phán hình sự
Trong trường hợp phạm tội, Thủ tướng và các thành viên của Chính phủ phải chịu trách nhiệm hình sự trước Tòa Hình sự của Tòa án tối cao.
Nếu là tội phản quốc hay bất kỳ hành vi phạm tội chống lại an ninh quốc gia nào khác vi phạm trong thời gian thực thi nhiệm vụ, thì những người này chỉ bị truy tố khi có kiến nghị của một phần tư số Hạ nghị sĩ và kiến nghị đó phải được một đa số tuyệt đối các thành viên của Đại hội Đại biểu thông qua.

## Tổ chức
Chính phủ họp tại Hội đồng Bộ trưởng và các Ủy ban của Chính phủ.
Các cơ quan hỗ trợ và hợp tác với Chính phủ là Thư ký Nhà nước, Ủy ban Tổng Thư ký Nhà nước và 
Thứ trưởng, Thư ký Chính phủ và Nội các.

### Nội các
Nội các là cơ quan họp toàn thể của Chính phủ. Bao gồm các thành viên của Chính phủ (Thủ tướng, Phó Thủ tướng, Bộ trưởng,..) và Thư ký Nhà nước. Được gọi chung là Hội đồng Bộ trưởng.
Với thành phần chủ yếu là Chính phủ, Hội đồng Bộ trưởng thường được xác định là cơ quan hành pháp kép cùng với Chính phủ hoạt động song song. Sau này Tòa án Hiến pháp đã xác định là cơ quan hỗ trợ theo lý thuyết hoạt động của Chính phủ, so với hoạt động hành chính.

### Ủy ban Chính phủ
Ủy ban Chính phủ được thành lập hoặc xóa bỏ theo nghị định của Hội đồng Bộ trưởng, xét theo đề nghị của Chủ tịch Chính phủ (Thủ tướng).
Nghị định sẽ tập hợp thành viên của Chính phủ để thành lập Ủy ban (có thể bao gồm Thư ký Nhà nước), bổ nhiệm Chủ tịch và Thư ký xác định chức năng của tổ chức.
Toàn bộ nhiệm kỳ của Ủy ban sẽ do Chủ tịch Chính phủ hoặc Phó Chủ tịch Chính phủ quyết định. Ủy ban được xét như một cơ quan cao cấp của Chính phủ.
Hiện tại có 9 Ủy ban tồn tại theo Nghị định Chính phủ 639/2009 ngày 17/4/2009 :
- Ủy ban Chính phủ giải quyết các tình trạng khủng hoảng
- Ủy ban Chính phủ về các vấn đề kinh tế
- Ủy ban Chính phủ chính sách khu vực
- Ủy ban Chính phủ về khoa học công nghệ
- Ủy ban Chính phủ về chính sách nhập cư
- Ủy ban Chính phủ về thay đổi khí hậu
- Ủy ban Chính phủ về chính sách bình đẳng
- Ủy ban Chính phủ về hợp tác và phát triển
- Ủy ban Chính phủ về chức Chủ tịch luân phiên Liên minh châu Âu năm 2010

### Bộ
| Tên                                     | Tên                                                       | Huy hiệu |
| Tiếng Việt                              | Tiếng Tây Ban Nha                                         | Huy hiệu |
| --------------------------------------- | --------------------------------------------------------- | -------- |
| Bộ Nông nghiệp, Thực phẩm và Môi trường | Ministerio de Agricultura, Alimentación y Medio Ambiente  |          |
| Bộ Ngoại giao và Hợp tác                | Ministerio de Asuntos Exteriores y de Cooperación         |          |
| Bộ Quốc phòng                           | Ministerio de Defensa                                     |          |
| Bộ Kinh tế Tài chính                    | Ministerio de Economía y Competitividad                   |          |
| Bộ Giáo dục, Văn hóa và Thể thao        | Ministerio de Educación, Cultura y Deporte                |          |
| Bộ Lao động và an sinh xã hội           | Ministerio de Empleo y Seguridad Social                   |          |
| Bộ Phát triển                           | Ministerio de Fomento                                     |          |
| Bộ Tài chính và hành chính công         | Ministerio de Hacienda y Función Pública                  |          |
| Bộ Công nghiệp, Năng lượng và Du lịch   | Ministerio de Energía, Turismo y Agenda Digital           |          |
| Bộ Nội vụ                               | Ministerio del Interior                                   |          |
| Bộ Tư pháp                              | Ministerio de Justicia                                    |          |
| Bộ Y tế, dịch vụ xã hội và bình đẳng    | Ministerio de Sanidad, Servicios Sociales e Igualdad      |          |
| Phó Chủ tịch Chính phủ Bộ Chủ tịch      | Vicepresidencia del Gobierno Ministerio de la Presidencia |          |